# Malaguti
Malaguti je italijanski proizvajalec motornih koles in skuterjev. Podjetje je ustanovil Antonino Malaguti leta 1930 v kraju San Lazzaro di Savena. Malaguti je v zadnjih 75 letih proizvedel več kot 2 milijona motornih koles.

## Motorna kolesa
- F15 Firefox — 50 cc športni skuter
- F10 Jet Line
- F12 Phantom
- F18 Warrior — s 150 cc motorjem